# Reviravolta (música)

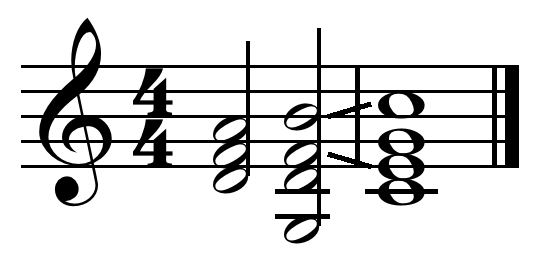
ii–V ^{7} –I turnaround em C

No estilo jazz, uma reviravolta (do inglês: turnaround) é um conjunto de acordes de passagem (uma progressão de acordes) no final de uma seção que leva à próxima seção. Esta é na maioria das vezes a repetição da seção anterior ou de toda a música.

## Exemplos típicos

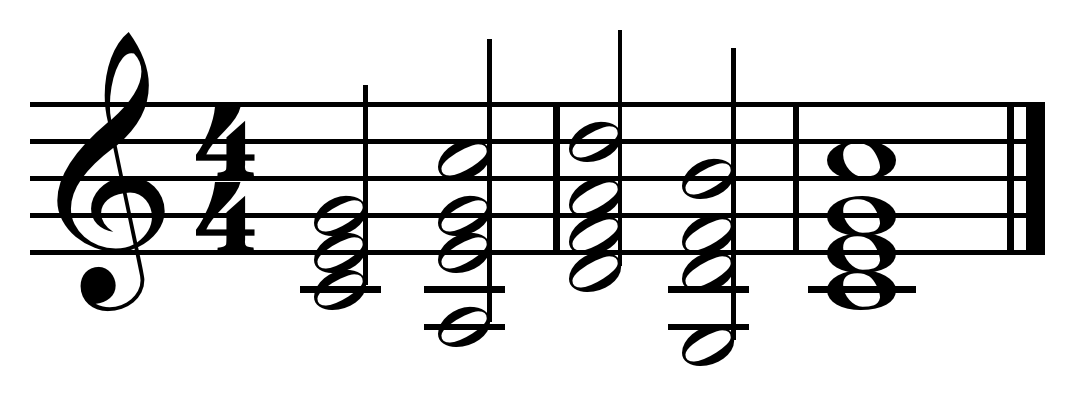
Parada I–vi ^{7} –ii–V ^{7} em C.

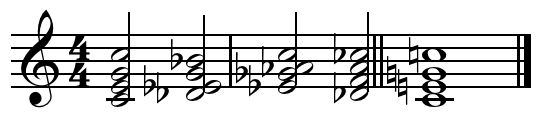
A reviravolta de Tadd Dameron com resolução.

As reviravoltas típicas no jazz incluem:
- I–vi–ii–V [4]( ii–V–I reviravolta, progressão do círculo )
- I-VI-ii-V
- I–VI–II–V [5] (I–V/ii–V/V–V)
- I– ♭ iii dim
{{{2}}}–ii 7 –V 7[6]
- I–vi– ♭ VI 7 ♯ 11 –V
- V–IV–I (reviravolta no blues)
- I– b
{{{2}}} III– b
{{{2}}}VI– b
{{{2}}}II 7 (reversão de Tadd Dameron)
- iii-VI-ii-V

As reviravoltas geralmente começam com a tônica (I) (ou uma tônica substituta como iii) e terminam na dominante (V 7), a próxima seção começando na tônica (I). Eles também podem terminar em b
{{{2}}} II 7 (que é um substituto dominante). Assim, quando usado em um padrão de blues de doze compassos, o décimo segundo compasso pode terminar na dominante. Todos os acordes em uma virada podem ser acordes de sétima, tipicamente acordes de sétima dominante para acordes maiores e acordes de sétima menor para acordes menores (por exemplo, ii7).

## Alternativas harmônicas
Às vezes, especialmente na música blues, os músicos pegam acordes que normalmente são acordes menores e os tornam maiores. O exemplo mais popular é a progressão I–VI–ii–V–I; normalmente, o acorde vi seria um acorde menor (ou m 7, m 6, m ♭ 6 etc.), mas aqui a terça maior o torna um dominante secundário levando a ii, ou seja V/ii. Veja o exemplo em C maior: C–A–Dm–G (7) . A terça do acorde VI (neste caso, C ♯ ) permite o movimento cromático de C (a fundamental de I) para C ♯ (a terça de VI) para D (a fundamental de ii).
Cromatismo e interesse harmônico semelhantes podem ser alcançados pelo uso de uma dominante secundária de V, por exemplo V 7 /V–V 7 –I (isto é, II 7 –V 7 –I), em vez de ii–V–I. Outra paralisação popular que pode ser considerada como uma análise dominante secundária é ii– ♭ V/V–I (ou seja, ii– ♭II–I), que é uma variação da paralisação padrão ii–V–I. Na linguagem do jazz, o uso do ♭II em vez do V é conhecido como substituição por trítono. Usar ♭V/V em vez de V permite uma descida cromática suave. Novamente, vamos examinar C maior; o turnaround original seria Dm–G (7) –C, enquanto o modificado seria Dm–D ♭–C. O movimento cromático óbvio é completo; é aparente nas raízes (D–D ♭–C), terças (F–F–E; F é frequentemente usado como um tom de pedal) e quintas (A–A ♭–G).
Enquanto nesse exemplo em particular o ♭ V/V pode ser considerado um acorde napolitano, a análise funcional mais típica no contexto do idioma jazz é que ele não é uma dominante secundária ( ♭V 7 /V), mas sim ♭II 7, um substituto dominante (substituição por trítono). Harmonicamente, ♭II 7 funciona exatamente como V 7 /I, porque os dois acordes contêm harmonicamente o mesmo trítono, que é o elemento harmônico crítico na resolução da dominante para a tônica. O movimento descendente de meio tom das raízes desses acordes, como visto em ii– ♭II 7 –I, forma o clichê familiar da linha, chegando satisfatoriamente à tônica.
A dominante secundária refere-se à dominante funcional da dominante da tonalidade ou outro acorde não tônico, enquanto a dominante substituta refere-se a uma dominante funcional alternativa da tônica da tonalidade. A extensão de dominantes para secundárias (ou além) é uma prática que permanece firmemente dentro do círculo de quintas, enquanto a substituição de dominantes substitui esse ciclo por um de intervalos de segundas menores.
I–vi–ii–V pode ser transformado através de várias substituições de acordes. Por exemplo, os acordes vi e ii podem ser substituídos por acordes dominantes, dando I–VI 7 –II 7 –V ou C–A 7 –D 7 –G, a progressão do ragtime. A substituição do trítono pode ser aplicada aos acordes vi e V, dando C–E ♭ 7 –D 7 –D ♭ 7, ou para todos os acordes menos o I, dando C–E ♭ 7 –A ♭ M7 –D ♭ 7.